# TU/ecomotive
TU/ecomotive is een team van studenten aan de Technische Universiteit Eindhoven. Het team is opgericht in september 2012 en heeft als doel op de toekomst van de automobielenindustrie te verduurzamen. Het team debuteerde op 15 mei 2013 in Rotterdam bij de Shell Eco-marathon met hun auto EM-01 "Penny". Penny kwam uit in de Urban Concept Electric klasse waarbij ten doel werd gesteld om een zuinige stadsauto te bouwen. In het eerste jaar van deelname onderscheidde het team zich met name door een betrouwbare auto te bouwen. Met een gemiddelde van 55 km/kWh eindigde het team uiteindelijk op de 13e positie in het eindklassement. 
Na ieder jaar neemt een volledig nieuwe groep studenten het team over en bouwt weer aan een nieuwe auto. Na het debuutjaar heeft het team besloten om een andere insteek te gaan kiezen. Waar andere team voor de meest efficiënte auto gaan, focust TU/ecomotive naast efficiënte ook op het gebruiksgemak en comfort van de auto. 

## Isa (EM-02)
Isa is de tweede auto die werd gebouwd door het team. Dit was het eerste jaar dat het team de nieuwe visie van comfort en gebruiksgemak adopteerde in hun design. Het Isa project was gericht op het produceren van een uiterst efficiënte, weg-legale auto. Het doel van het project was om een auto te maken die in het huidige straatbeeld past, maar tegelijkertijd ook de toekomst van automobielenindustrie moet uitstralen met een zeer laag verbruik. Isa is gemaakt voor de stad en wordt aangedreven door twee elektromotoren. De auto weegt slechts 200 kilogram, heeft plaats voor twee personen en heeft een bereik van circa 90 kilometer.
De ultieme uitdaging voor Isa was het bemachtigen van een kenteken. Na een reeks testen bij de RDW is Isa volledig goedgekeurd en heeft ze een kenteken gekregen. Dit betekent dat Isa gebruikt kan worden op de openbare weg. Met een verbruik van omgerekend 1 liter benzine op 500 kilometer is Isa de meest efficiënte auto van Europa (op kenteken).

## Nova (EM-03)
Nova is de derde auto die geproduceerd is door het team. Met Nova wilde het team opnieuw een nieuwe weg inslaan, deze met de visie van het nieuwe team over hoe de toekomst van mobiliteit er uit zou moeten zien. Dit jaar zou de focus naast efficiëntie en gebruiksgemak vooral gaan liggen op de modulariteit van onderdelen. Nova is dus ook ontwikkeld met als beginsel modulariteit en de mate waarin de auto kon worden gerecycled. Het resultaat is dat Nova een modulaire carrosserie heeft en dus makkelijk vervangen en geüpdatet kan worden. Ook zette het team dit jaar een stap in de ontwikkeling van materiaal zelf. Om zowel een lichte als duurzame carrosserie te maken, is er dit jaar voor het eerst geëxperimenteerd met bio-based materialen. Uiteindelijk zijn ook alle carrosserie delen gemaakt van kurk, dit materiaal bleek erg duurzaam en uiterst geschikt voor de buitenkant van de auto.
Ook Nova is door de RDW gekeurd en volledig weg legaal gebleken. Met Nova produceerde TU/ecomotive hun tweede auto die te zien is op de openbare weg.